# Notia Kerkyra
Notia Kerkyra (griechisch Νότια Κέρκυρα ‚Südkerkyra‘) ist eine Gemeinde im Süden der griechischen Insel Korfu in der Region Ionische Inseln. Sie wurde 2019 aus drei Gemeindebezirken der 2011 geschaffenen Gemeinde Kerkyra gebildet. Verwaltungssitz ist der Hafenort Lefkimmi.

## Verwaltungsgliederung
Die Gemeinde Notia Kerkyra besteht aus drei Gemeindebezirken und ist weiter in fünf Stadtbezirke sowie 14 Ortsgemeinschaften untergliedert.
| Gemeindebezirk | griechischer Name            | Code   | Fläche km² | Einwohner 2011 | Stadtbezirke (Δημοτική Κοινότητα) Ortsgemeinschaften (Τοπική Κοινότητα)                                      | Lage |
| -------------- | ---------------------------- | ------ | ---------- | -------------- | --- | ---- |
| Korissia       | Δημοτική Ενότητα Κορισσίων   | 320402 | 27,532     | 4.775          | Argyrades, Agios Nikolaos, Vasilatika, Koustades, Perivoli, Petriti                                          |      |
| Lefkimmi       | Δημοτική Ενότητα Λευκιμμαίων | 320401 | 50,710     | 5.800          | Lefkimmi, Ano Lefkimmi, Vitalades, Neochori                                                                  |      |
| Melitia        | Δημοτική Ενότητα Μελιτειέων  | 320403 | 66,784     | 5.106          | Moraitika, Agios Matheos, Ano Pavliana, Vouniatades, Kato Pavliana, Pendati, Strongyli, Chlomatiana, Chlomos |      |
| Gesamt         | Gesamt                       | 3204   | 145,026    | 15.681         | |      |